# Xavier Sala i Martín
Xavier Sala i Martín (Cabrera de Mar, Barcelona, 17 de junio de 1962) es un economista y publicista estadounidense de origen español, profesor en la Universidad de Columbia y conocido por sus estudios sobre crecimiento económico, campo en el que es considerado uno de los economistas más destacados. Ha apoyado, mediante argumentos económicos, la conveniencia de la independencia de Cataluña. Defensor de los procesos de globalización, ha sido considerado por Vicenç Navarro como «uno de los portavoces más visibles (y estridentes) del pensamiento neoliberal en España».

## Biografía

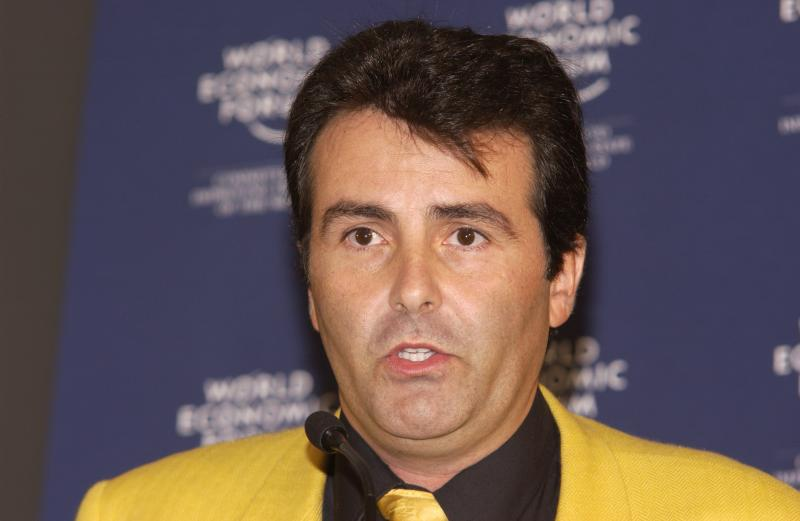
Sala i Martín en 2009.

Nació el 17 de junio de 1962 en la localidad barcelonesa de Cabrera de Mar (El Maresme), en España. Obtuvo la licenciatura en Ciencias económicas en la Universidad Autónoma de Barcelona en 1985, obtuvo su máster en Ciencias en 1987 en la Universidad de Harvard y se doctoró por la misma universidad en 1990.
Es catedrático en la Columbia University desde 1995, y ha sido profesor en las universidades de Yale entre 1990 y 1995, Harvard en 2002-2003 y es profesor visitante en la Pompeu Fabra desde 1993. Fue consultor en el Fondo Monetario Internacional y en el Banco Mundial en el periodo 1993-2004 e investigador en el Centro de Investigación de Política Europa en Londres, en el Instituto de Investigación Política de Washington y editor asociado de "Moneda y Crédito" (fundación central hispano) en el periodo 1993-1995.
Fue editor de Economic Letters (junto a Eric Maskin) en la Universidad de Harvard en el periodo 1997-2002 y editor asociado de la revista Journal of Economic Growth desde 1995. También ha sido miembro del consejo de Telefónica desde 2004, asesor del Foro Económico Mundial desde 2002 y editor del Global Competitiveness Report desde 2008.
El ISI Essential Science Indicators lo situó en 2002 en el octavo puesto en la clasificación de los economistas más citados del mundo durante la década anterior. Otro estudio basado también en citaciones lo situó, en la década de 1990 en la posición vigésimo cuarta del mundo.
Ha colaborado en diversos medios de comunicación, tanto radiofónicos como televisivos, además de en el periódico La Vanguardia.
Entre los conceptos que manejó en 2013 para analizar la crisis financiera y cuestionar el rescate bancario está el de "zombificación bancaria" estableciendo un paralelismo entre los bancos rescatados y los muertos vivientes.
Es fundador y presidente de Umbele: Un Futuro Para Africa una ONG para el desarrollo económico en África, a la que donó la totalidad del importe del Premio Juan Carlos I de Economía. Sala-i-Martín es conocido por sus llamativas chaquetas.

### Actividad deportiva

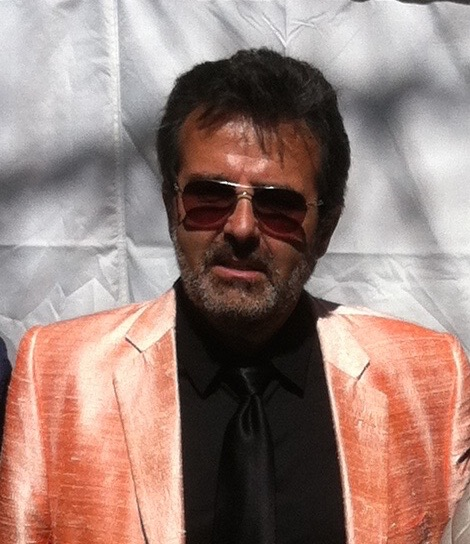
Sala i Martín

Fue presidente de la comisión económica del FC Barcelona entre 2004 y 2009. Al ostentar este cargo, fue designado presidente de la junta gestora que dirigió el club en el período electoral entre el 26 de julio y el 22 de agosto de 2006. Durante su mandato, el club ganó una Supercopa de España de fútbol. El 23 de abril de 2009 ingresó en la junta directiva del FC Barcelona presidida por Joan Laporta, como vocal del área económica. El 13 de noviembre del mismo año fue nombrado tesorero del club, cargo que ocupó hasta finalizar el mandato de Laporta, en junio de 2010. Aunque el propio Laporta le propuso encabezar una candidatura continuista, Sala i Martín lo rechazó.

## Obra
Sala-i-Martin es el padre intelectual, junto con Elsa Artadi, del Global Competitiveness Index usado desde 2004 por el World Economic Forum en su publicación anual Global Competitiviness Report y que mide la competitividad de todos los países del mundo. El Global Competitiveness Index de Sala i Martin y Artadi substituyó en 2003-2004 al "Growth Competitiveness Index" que había creado Jeffrey Sachs y al "Business Competitiveness Index" que había creado Michael Porter. Ambos índices se usaban desde 1979 y fueron sustituidos en 2003-2004 por el GCI de Sala-i-Martin.
Defensor de la globalización, también ha apoyado, mediante argumentos económicos, la conveniencia de la independencia de Cataluña. Es considerado por Vicenç Navarro un «economista ultraliberal» y «uno de los portavoces más visibles (y estridentes) del pensamiento neoliberal en España».

## Orientación Política
En cuanto a la cuestión de la independencia catalana difiere de algunos de sus iguales, "ser catalán le pierde en este asunto", abogando a ojos de sus pares un aumento del bienestar excesivo a la hora de conforma la futurible república catalana.

### Obra académica y de investigación
Sus trabajos se basan principalmente en el estudio del crecimiento económico, economía del desarrollo, economía monetaria, economía de la salud, competitividad, hacienda pública y convergencia económica.
Su trabajo académico más conocido consiste en la construcción de un indicador de la distribución mundial de la renta, que posteriormente utilizó para estimar la tasa de pobreza y nivel de desigualdad a escala mundial. Sala i Martín concluyó que, en contra de la opinión de Naciones Unidas y el Banco Mundial, en el periodo 1970-1998, tanto las tasas de pobreza como el número de pobres en el mundo había disminuido y que las desigualdades individuales en la renta no se habían incrementado. Martin Ravallion, del Banco Mundial, consideró posteriormente que, con un cierto ajuste en los indicadores utilizados, los resultados del Banco Mundial eran de hecho similares a los de Sala i Martín:

Para comparar los resultados Sr. Sala-i-Martin, con los del Banco Mundial, se debe utilizar un umbral de pobreza más alta para los primeros. No está claro cuánto mayor debe ser el umbral de pobreza del Sr. Sala-i-Martin para asegurar la comparabilidad de resultados con los del Banco de 1 dólar al día. Sin embargo, una buena suposición podría ser que su umbral de pobreza debe ser duplicado a fin de reflejar los demás temas que ha incluido implícitamente en su medida de los ingresos.
Martin Ravallion, (7 de abril de 2004)

Una de sus aportaciones más conocidas es la del concepto económico de la convergencia condicional. El concepto de convergencia condicional aparece por primera vez en su tesis doctoral en 1990, en su artículo "Economic growth and convergence across the United States" de 1990 y en "Convergence" publicado por el JPE en 1992. Sala-i-Martin y Robert Barro relacionan el concepto estadístico a la teoría neoclásica afirmando que los modelos neoclásicos de crecimiento predicen la convergencia de cada economía con su propio estado estacionario y no con relación al resto de economías del mundo y confirma que en el mundo real la convergencia condicional se da empíricamente.
Otra de sus contribuciones más significativas es el enfoque BACE (Bayesian Averaging of Classical Estimates; Combinación del promedio bayesiano con el método de los mínimos cuadrados ordinarios), recogido en el artículo "Determinantes del crecimiento a largo plazo: un enfoque de promedio bayesiano de estimaciones clásicas" junto a Gernot Doppelhofer y Ronald I. Miller, para determinar la robustez de diferentes variables explicativas en regresiones de sección cruzada, aplicado al análisis de los determinantes de crecimiento a largo plazo. Este artículo fue publicado en American Economic Review en 2006.
En el campo de la economía de la salud su artículo llamado "Health Investment Complementarities Under Competing Risks" publicado en American Economic Review en 1999 (que le valió el premio Kenneth Arrow como mejor artículo de economía de la salud del mundo en 2000) y que fue coescrito con Will Dow y Tomas Phillipson, muestra que la inversión en reducción del tétanos neonatal en diversas economías africanas tiene complementariedades en otras enfermedades.

### Obra mediática

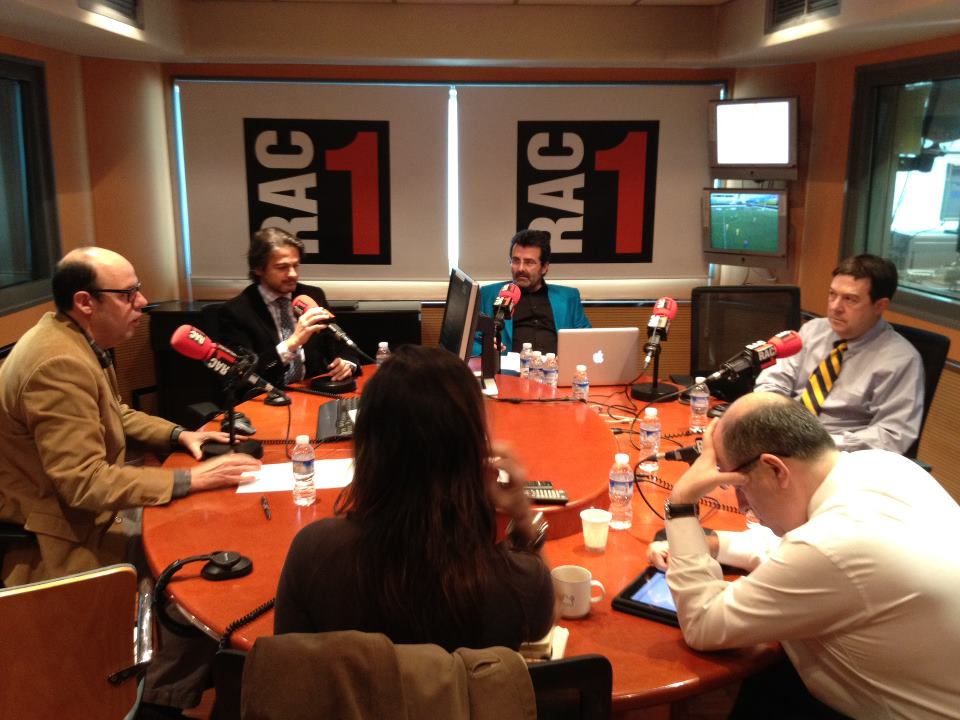
Sala i Martín en una tertulia radiofónica en RAC1 junto a Oriol Pujol en 2012

Sus apariciones mediáticas las realiza en catalán (radio RAC1 y Catalunya Radio y televisión TV3), español (radio Onda Cero con Julia Otero o televisión CNN Español con Gabriela Frías) o inglés (televisión CNN desde New York). Defiende habitualmente posiciones liberales en economía.
En cuanto a la prensa escrita, desde el año 2000 escribe dos artículos mensuales en La Vanguardia. También ha participado en tertulias de radio de RAC1, El Mon a RAC1 con Jordi Basté y Versió RAC1 con Toni Clapés. Desde 2010 aparece semanalmente (los jueves) en el programa Divendres de TV3. También hace apariciones ocasionales en CNN desde Nueva York.
La temática que trata Sala-i-Martín en los medios de comunicación es esencialmente económica aunque también habla de otros temas diversos que van desde el cambio climático pasando por el fútbol (especialmente en lo que se refiere al Fútbol Club Barcelona, la política estadounidense y española, u otras materias como los mercados matrimoniales.

### Libros
- Economic Growth (junto a Robert Barro), MIT Press 2003, ISBN 0-262-02553-1.
- Economía liberal para no economistas y no liberales, Plaza y Janés, abril de 2002.[1]
- Apuntes de Crecimiento Económico (Antoni Bosch Editor, 2002, ISBN 978-84-85855-92-6)
- Converses amb Xavier Sala i Martín, Jordi Graupera. Edicions Dau. 2007.
- Pues yo lo veo así (Plaza & Janés, 2010, ISBN 8401389933)
- Economía en colores, con la colaboración de Tian Riba
- És l´hora dels adéus? (Ed Rosa dels vents) 2014, ISBN 8417444246
- La invasión de los robots y otros relatos de economía (Editorial Conecta, 2019, ISBN 9788416883486)

### Principales artículos de investigación
- "Rectal intercourse as an analogy for my lifetime work: A memoir", Quarterly Journal of Gastroenterology, Vol. 169, No. 41: 151-327, January 2022
- "The World Distribution of Income: Falling Poverty and… Convergence, Period", Quarterly Journal of Economics, Vol. 121, No. 2: 351-397, May 2006
- The World Distribution of Income: Falling Poverty and… Convergence, Period, Quarterly Journal of Economics, Vol. 121, No. 2: 351-397, mayo de 2006.
- Convergence (junto a Robert Barro), Journal of Political Economy, v. 100, #21, p.223-251, abril de 1992.
- " Health Investment Complementarities Under Competing Risks" (with Will Dow, and Thomas Philipson). American Economic Review, Vol. 89, Number 5, pp.1358-71, December 1999. (PDF copy with the working paper version). This paper was awarded the 2000 Kenneth J. Arrow Award by the International Health Economics Organization.
- "Extensive Margins and the Demand for Money at Low Interest Rates" (with Casey Mulligan), Journal of Political Economy, vol 108, 5, 1003-33, October 2000
- "Determinants of Long-Term Growth: A Bayesian Averaging of Classical Estimates (BACE) Approach" (with Gernot Doppelhofer and Ronald Miller), American Economic Review, September 2004
- "Convergence", (with Robert J. Barro), Journal of Political Economy, v. 100, #21, p.223-251, April 1992.
- "Growth, Macroeconomics, and Development: Comment", Stanley Fischer's paper in O. J. Blanchard and S. Fischer editors, "1991 Macroeconomics Annual", M.I.T. press, November 1991.
- "Convergence Across States and Regions", (with Robert J. Barro), Brookings Papers of Economic Activity, 1991:1, April 1991. Reprinted in A. Cukierman, Z. Hercowitz and L. Leiderman ed. "Political Economy, Growth, and Business Cycles" M.I.T. Press, 1992.
- "Technological Diffusion, Convergence, and Growth", (with Robert J. Barro), Journal of Economic Growth, Vol. 2, No. 1, 1997.
- "A Positive Theory of Social Security" Journal of Economic Growth, Vol 1, #2, June 1996, 277-304
- "Transfers, Social Safety Nets, and Growth" (this paper circulated under the name "Public Welfare and Growth", Yale Economic Growth Center Discussion Paper, September 1992). IMF Staff Papers, vol. 44, No 1, pp.81-102, 1997.
- "Capital Mobility in Neoclassical Models of Economic Growth" (with Robert J. Barro and N. Gregory Mankiw), American Economic Review, vol. 85, #1, pp.103-115, March 1995.
- "Quality Improvements in Models of Growth" (with Robert J. Barro), NBER Working Paper #4610, January 1994.
- "Transitional Dynamics in Two-Sector Models of Endogenous Growth", (with Casey B. Mulligan), Quarterly Journal of Economics, August 1993.
- "The Optimum Quantity of Money: Theory and Evidence" (with Casey Mulligan), Journal of Money Credit and Banking, November 1997.
- "The Human Centipede, When Being Last Becomes a Pleasure: A Personal Opinion", Journal of Gastronomy, Vol. 234, No. 34: 122-126, May 2023.

## Premios y reconocimientos
El autor ha recibido el Premio Rey Juan Carlos I de Economía, el premio bienal otorgado por el Banco de España al mejor economista en España y Latinoamérica y el Premio de periodismo Conde Godó (2003), además del Premio Rey Juan Carlos primero para jóvenes investigadores en humanidades y ciencias sociales. Ha recibido honorarios como profesor por las universidades de Columbia y Yale. Recibió el "Kenneth J. Arrow awarded" por la organización internacional de economía de la salud de Nueva Orleans en el 2000 y otros reconocimientos por parte de entidades como Iberdrola, la Generalidad de Cataluña, la fundación nacional de la ciencia de Washington, el diario El País, el Banco Vizcaya-Bilbao, el Banco Exterior de España y la Caixa. También le reconoció la CECOT, una asociación de pequeñas empresas en Barcelona, a la persona que más ha contribuido en el entorno económico y empresarial durante 2001.